# Кателейн Петерс
Кателейн Петерс (нід. Cathelijn Peeters; нар. 6 листопада 1996) — нідерландська легкоатлетка, яка спеціалізується у бігу на короткі дистанції та бар'єрному бігу.

## Спортивні досягнення
Олімпійська чемпіонка зі змішаного естафетного бігу 4×400 метрів (2024). Срібна олімпійська призерка з естафетного бігу 4×400 метрів серед жінок (2024).
Чемпіонка світу з естафетного бігу 4×400 метрів серед жінок (2023).
Чемпіонка світу в приміщенні з естафетного бігу 4×400 метрів серед жінок (2023).
Чемпіонка Європи з естафетного бігу 4×400 метрів серед жінок (2024). Бронзова призерка чемпіонату Європи з бігу на 400 метрів з бар'єрами (2024).
Чемпіонка Європи в приміщенні з естафетного бігу 4×400 метрів серед жінок (2023).
Посіла 3-є місце у бігу на 400 метрів з бар'єрами на командному чемпіонаті Європи (2023).
Чемпіонка Нідерландів з бігу на 400 метрів з бар'єрами (2020—2024).
Рекордсменка Європи зі змішаного естафетного бігу 4×400 метрів (3.07,43; 2024).

## Відео
- Фінальний олімпійський забіг зі змішаного естафетного бігу 4×400 метрів на YouTube